# دی‌کلرو(۱٬۳-بیس (دی‌فنیل فوسفینو) پروپان) نیکل
دی‌کلرو(۱،۳-بیس(دی‌فنیل فوسفینو)پروپان)نیکل (به انگلیسی: Dichloro(1,3-bis(diphenylphosphino)propane)nickel) یک ترکیب شیمیایی است. شکل ظاهری این ترکیب، پودر نارنجی یا نارنجی-قرمز است.